# Clevelândia
Clevelândia is een gemeente in de Braziliaanse deelstaat Paraná. De gemeente telt 17.995 inwoners (schatting 2009).

## Aangrenzende gemeenten
De gemeente grenst aan Coronel Domingos Soares, Honório Serpa, Mangueirinha, Mariópolis, Palmas, Pato Branco, Abelardo Luz (SC) en São Domingos (SC).